# Elecciones estatales de Penang de 1974
Las elecciones estatales de Penang de 1974 se realizaron el 24 de agosto del mencionado año con el objetivo de renovar los 27 escaños de la Asamblea Legislativa Estatal, que a su vez investiría a un Ministro Principal para el período 1974-1979, a no ser que se realizaran elecciones estatales anticipadas en ese período. Fueron los primeros comicios desde que el oficialista Partido del Movimiento Popular Malasio (Gerakan), se uniera al Barisan Nasional, gobernante a nivel federal.
El Barisan Nasional renovó por aplastante margen su mandato al lograr 23 de los 27 escaños, obteniendo el 50.70% del voto popular solamente. El Partido de Acción Democrática (DAP), logró capitalizar exitosamente el voto descontento con la fusión del Gerakan al Barisan Nasional y logró el 24.73% de los votos, pero solo obtuvo 2 escaños, convirtiéndose en el principal opositor y superando al Partido de la Justicia Social de Malasia (PEKEMAS), que solo obtuvo un escaño y el 12.83%. Chooi Yew Choy fue el único candidato independiente en resultar electo.
La derrota de PEKEMAS, que había presentado una gran cantidad de candidaturas en todo el país, motivó su progresivo desangramiento hasta la deserción de la mayoría de sus miembros al DAP entre 1974 y 1982 y, finalmente, su disolución ese mismo año.

## Resultados
|  | 50.70 % |

|  | 85.19 % |

|  | 24.73 % |

|  | 7.41 % |

|  | 12.83 % |

|  | 3.70 % |

|  | 6.38 % |

|  | 0.00 % |

|  | 1.25 % |

|  | 0.00 % |

|  | 4.11 % |

|  | 3.70 % |